# Ґань Бао
Ґань Бао (干宝, бл. 286 —336) — китайський письменник, історик, державний службовець часів династії Цзінь.

## Життєпис
Народився на землях сучасної провінції Хенань. Походив з родини незаможних військових (дід був генералом) та провінційних чиновників (батько займав посади префекта у декількох провінціях). Замолоду ретельно вивчав класичні тексти. Незабаром здобув визнання як знавець історії. Завдяки цьому в 315 році отримав посаду очільника Управління історії. Разом з двором перебрався з Чан'аня до Цзяньканя, залишившися вірним роду Сима. З цього моменту до кінця життя був при дворі імператора Юань-ді. Помер у 336 році у Цзянькані. Ґань Бао займався нумерологією, умів ворожити, збирав і записував розповіді про дивовижні та незвичайні події.

## Творчість
Був засновником нового жанру чжігуай (історії про духів). Всього у доробку Ґань Бао близько 30 таких творів. Найбільшим відомим з них є «Нариси про пошуки духів».
Також Ґань Бао є автором «Історії Цзінь», «Історії Лян», «Безсмертні», «Літопис», більшість з яких натепер є втраченими.